# Modalna analiza
Modalna analiza je preučevanje strukturne dinamike predmetov; kar pomeni, kako strukture in predmeti vibrirajo in kako odporni so na uporabljanje sile. Uporablja se v številnih aplikacijah, med drugimi v avtomobilski, gradbeni in vesoljski industriji, proizvodnji električne energije in glasbenih instrumentov.
Moderni modalni sistemi za analizo so sestavljeni iz:
1. senzorjev,
2. sistema za zajem podatkov in analogno-digitalnega pretvornika in
3. gostiteljskega računalnika za ogled podatkov in njihovo analizo

Klasična modalna analiza je bila opravljena s pristopom SIMO, ki vsebuje enojni vhod in več izhodov. Analiza z več vhodov in enim izhodom se imenuje MISO, ki je matematično enaka analizi SIMO. V zadnjih letih je bolj praktična postala analiza MIMO (z več vhodi in več izhodi), kjer delna analiza koherentnosti določa, kateri odziv prihaja iz katerega vira vzbujanja. Uporaba več stresalnikov vodi do enakomerne porazdelitve energije po celotni strukturi in boljše skladnosti meritev. En sam stresalnik morda ne bo učinkovito vznemiril celotno konstrukcijo.

## Strukture
V strukturnem inženirstvu modalna analiza uporablja skupno maso in togost konstrukcije, da ugotavlja različna obdobja, v katerih bo naravno odmevala. Ta obdobja vibracij so pomembna predvsem pri potresnem inženirstvu, saj ni nujno, da se lastna frekvenca stavbe ujema s pogostostjo pričakovanih potresov v regiji, v kateri bo stavba zgrajena. Če se naravna frekvenca strukture ujema s frekvenco potresa, lahko struktura še naprej odmeva in ima strukturne poškodbe. Modalna analiza je pomembna tudi pri konstrukcijah kot so mostovi, kjer bi moral inženir poskušati preprečiti, da bi se naravne frekvence ločile od frekvence ljudi, ki hodijo po mostu. 

## Elektrodinamika
Osnovna ideja modalne analize v elektrodinamiki je enaka kot v mehaniki. Potrebno je določiti na kateri način elektromagnetna valovanja lahko stojijo ali se širijo v prevodnih ohišjih.